# Chris Carter (Leichtathlet, 1989)

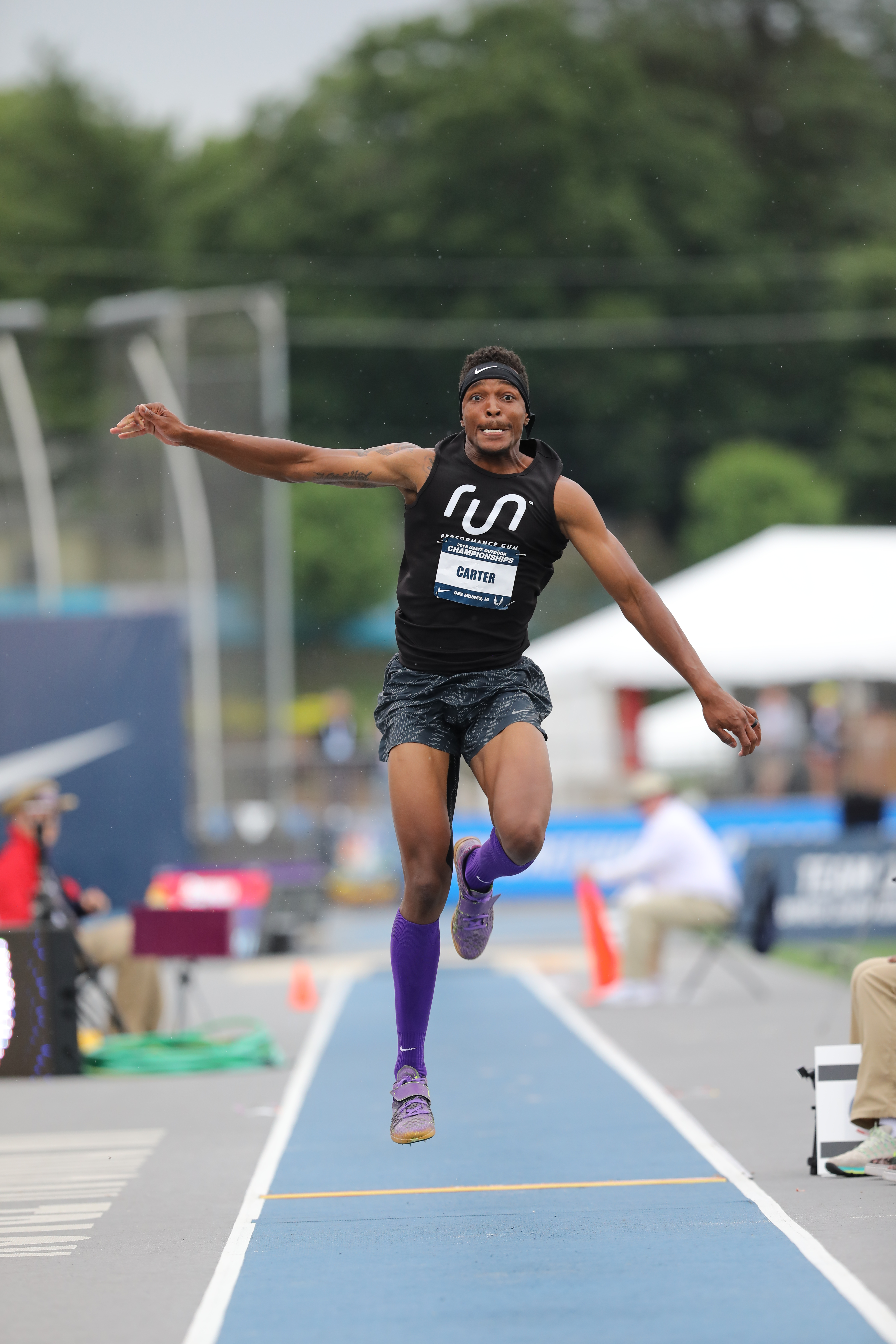
Chris Carter am USA Outdoor Track and Field Championships 2018

Chris Carter (* 11. März 1989) ist ein US-amerikanischer Leichtathlet, der sich auf den Dreisprung spezialisiert hat.

## Karriere
Nachdem er am 23. Februar 2014 bei den US-Hallenmeisterschaften in Albuquerque mit einer Weite von 17,15 Metern seinen ersten US-Meistertitel im Dreisprung gewinnen konnte, wurde er für die Hallenweltmeisterschaften 2014 in der polnischen Stadt Sopot nominiert. Dort verpasste er mit einer Weite von 16,74 Metern als Sechster eine Medaille. 2015 konnte Carter nicht an die Leistungen im Vorjahr herankommen. 2016 verpasste er bei den U.S. Olympic Trials die Qualifikation für die Olympischen Sommerspiele. Zum Diamond-League-Meeting in Paris, das kurz nach den Olympischen Spielen stattfand, wurde er eingeladen. Dort konnte er am 27. August 2016 mit einer Weite von 16,92 Metern seinen ersten Sieg in der IAAF Diamond League verbuchen. Bei den US-Hallenmeisterschaften 2018 in Albuquerque belegte er am 18. Februar mit persönlicher Bestleistung von 17,20 Meter den 2. Platz und durfte an den Hallenweltmeisterschaften 2018 in Birmingham teilnehmen, wo er mit einer Weite von 17,15 Metern auf den fünften Platz kam. 2019 wurde Carter in New York City mit 16,66 Meter US-Vizemeister in der Halle. 2021 kam er bei den U.S. Olympic Trials mit 16,82 Meter auf den 4. Platz.

## Bestleistungen
(Stand: 3. Juli 2021)
Halle
- Dreisprung: 17,20 m am 18. Februar 2018 in  Albuquerque
- 60-Meter-Lauf: 7,15 s am 9. Januar 2015 in  Houston

Freiluft
- Dreisprung: 17,18 m am 29. Juli 2016 in  Eugene
- 100-Meter-Lauf: 11,09 s am 25. April 2015 in  Houston